# Ölligsbirne (pera)
Ölligsbirne (en España: 'Pera Cebolla') es una variedad antigua cultivar de pera europea Pyrus communis. Esta pera está cultivada en Renania  (Alemania) y se utiliza principalmente como pera de cocina y en la elaboración de Perada y brandy de frutas. El nombre proviene del renano "Öllisch" o "Öllich" para "cebolla" y se refiere a la forma de la fruta.

## Sinonimia
- "Pera Cebolla" en España,[5][6][4]
- "Öllichsbirne",
- "Ollechsbirne".

## Historia
De esta variedad de pera 'Ölligsbirne' se desconoce el origen exacto, pero como sugiere el nombre y su área de distribución actual, probablemente se encuentre en Renania. Su principal área de distribución se encuentra en el distrito de Rhein-Sieg. Allí, como parte de los proyectos de protección de la naturaleza y las especies, se vuelven a cuidar árboles viejos y se plantan otros nuevos para preservar estas antiguas variedades regionales.
Se encuentran ejemplares viejos de gran porte de esta variedad en la "Birnenallee Hennef-Söven" (avenida de las peras) cerca de Hennef-Söven, esta tiene unos 1,6 km de largo entre Söven y Blankenbach cerca de Hennef ya se puede ver en fotografías aéreas de 1934. Se estima que algunos de los árboles tienen alrededor de 200 años. Además de 'Ölligsbirnen' hay otras variedades regionales como el 'Rheinbirne'. También se puede encontrar en el distrito de Ahrweiler y cerca de Trier, y es probable que se encuentre un poco más arriba del Rin.
Las organizaciones de protección de la naturaleza y el medio ambiente en la región de distribución, en particular la Estación Biológica en Rhein-Sieg-Kreis e. V. Se vuelven a cuidar los árboles viejos y se plantan otros nuevos. El público también debería estar al tanto de los tipos antiguos de frutas como el «Ölligsbirne»; estos ahora también están disponibles nuevamente en algunos viveros de árboles. Al plantar árboles nuevos y cuidar los viejos, además de utilizar los frutos, todos pueden contribuir a la conservación de las variedades antiguas de frutos.

## Características

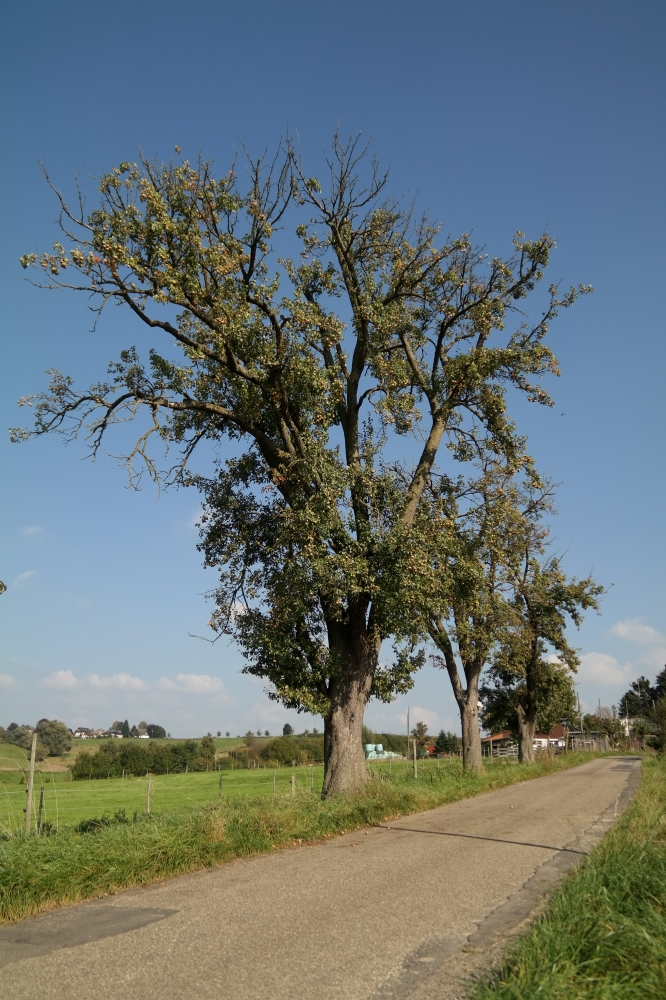
Ejemplar maduro de peral de la variedad 'Ölligsbirne' en la "Birnenallee Hennef-Söven".

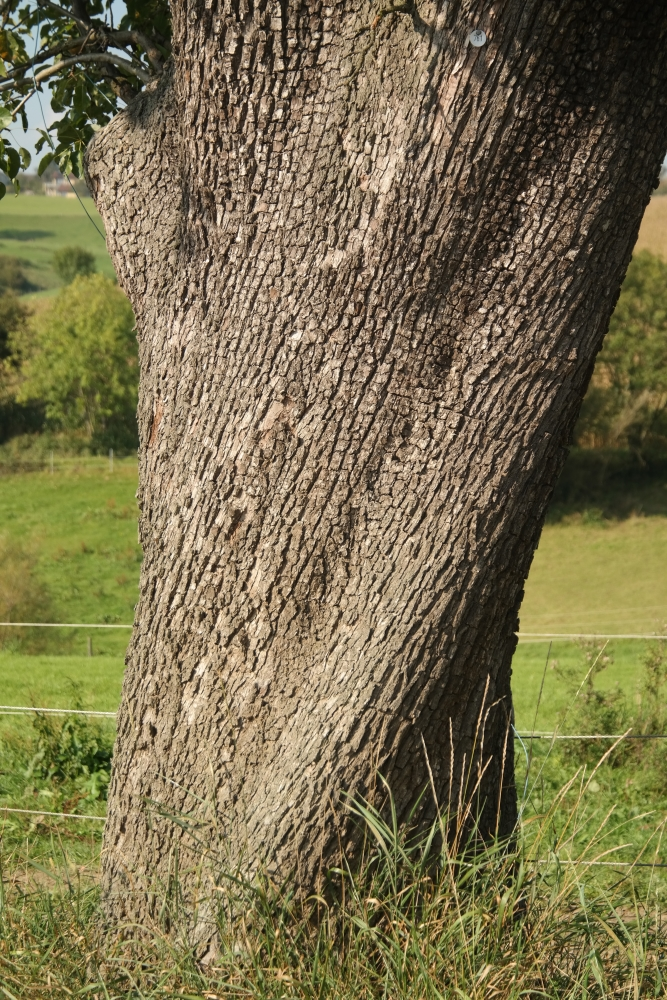
El típico tronco retorcido y la corteza del peral de la variedad 'Ölligsbirne'.

El peral de la variedad 'Ölligsbirne' es vigoroso, crecen rápidamente y forman un dosel muy amplio; corteza agrietada con un tronco retorcido muy peculiar; puede alcanzar una edad de 100 a 150 años. Da forma al paisaje, especialmente en los huertos. Las ramas principales son en su mayoría erguidas, las ramitas marrones, de piel algo plateada, con ojos puntiagudos. Las hojas son ovoides con una punta afilada o ligeramente sobresaliente, fuertes en el frente y solo aserradas sin rodeos en el tallo. El árbol prospera en todos los lugares y tipos de suelo, especialmente en altitudes más altas, donde los frutos se vuelven más ricos. Los árboles viejos también son muy vitales y forman nuevos brotes fuertes después de haber sido cortados. En comparación con otras variedades de peras, la 'Ölligsbirne' florece bastante tarde, tiene un tiempo de floración con flores blancas que comienza a partir del 27 de abril con el 10% de floración, para el 29 de abril tiene una floración completa (80%), y para el 8 de mayo tiene un 90% caída de pétalos.
La pera 'Ölligsbirne' da frutos pequeños a medianos; forma variable de esferoidea a ovoidea aplanada, a menudo también deformes; piel seca, aterciopelada y áspera es un poco molesta cuando se come; epidermis es de color de fondo amarillo verdoso a amarillo, en el lado soleado se vuelven marrón rojizo, cubierto en casi su totalidad por manchas de ruginoso-"russeting" se distribuyen por toda la fruta, "russeting" (pardeamiento áspero superficial que presentan algunas variedades) muy alto; pedúnculo medio, largo, es de color marrón; cáliz completamente desarrollado y de color marrón, las puntas están dobladas hacia atrás, las hojas son grises y tomentosas. La carne firme, de color blanco verdoso, es jugosa, dulce y aromática, y al mismo tiempo contiene ácido tánico.
La pera 'Ölligsbirne' madura sus frutos desde mediados de septiembre, están listos para el almacenamiento desde finales de septiembre. Los frutos son firmes y solo sensibles a la presión a medida que maduran. Los frutos maduros caen del árbol para que no haya que recolectarlos, sino solo recolectarlos. Si se almacena en un lugar fresco, las frutas se pueden conservar hasta la primavera.

## Uso
La «Ölligsbirne» es una fruta comercial, cuyos frutos se transformaban anteriormente principalmente en col de pera. Al igual que la col de manzana, la col de pera era una especialidad renana, pero hoy en día se ha olvidado en gran medida. De las que alguna vez fueron muchas fábricas de hierbas (“patschen”) en Renania, solo quedan unas pocas. También es adecuada como pera para cocinar, y las frutas también se pueden usar para hacer un buen brandy de frutas.

## Susceptibilidades
La variedad 'Ölligsbirne' no es susceptible a la sarna de la pera, ni al chancro de los árboles frutales.